# 蒂韦尔尼
蒂韦尔尼（法語：Thiverny，法語發音：[tivɛʁni]）是法国瓦兹省的一个市镇，属于桑利斯区。

## 地理
蒂韦尔尼（49°14'52"N, 2°25'56"E）面积2.06 平方千米，位于法国上法蘭西大區瓦兹省，该省份为法国北部内陆省份，北起索姆省，西接厄尔省和滨海塞纳省，南至塞纳-马恩省和瓦兹河谷省，东临埃纳省。
与蒂韦尔尼接壤的市镇（或旧市镇、城区）包括：蒙塔泰尔、克拉穆瓦西、圣勒代斯朗。

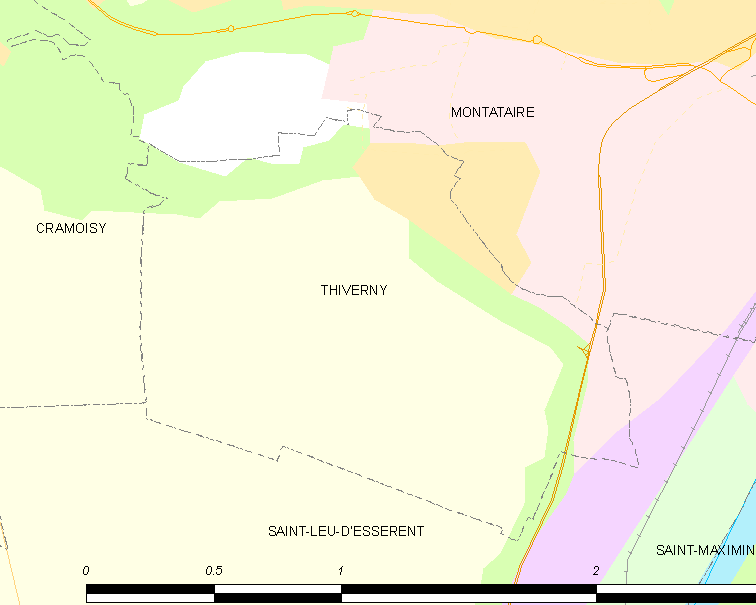
蒂韦尔尼的OSM定位图

蒂韦尔尼的时区为UTC+01:00、UTC+02:00（夏令时）。

## 行政
蒂韦尔尼的邮政编码为60160，INSEE市镇编码为60635。

## 政治
蒂韦尔尼所属的省级选区为蒙塔泰尔县。

## 人口

1962-2008年间蒂韦尔尼人口变化图示

蒂韦尔尼于2022年1月1日时的人口数量为1061人。